# Liv Strömquist

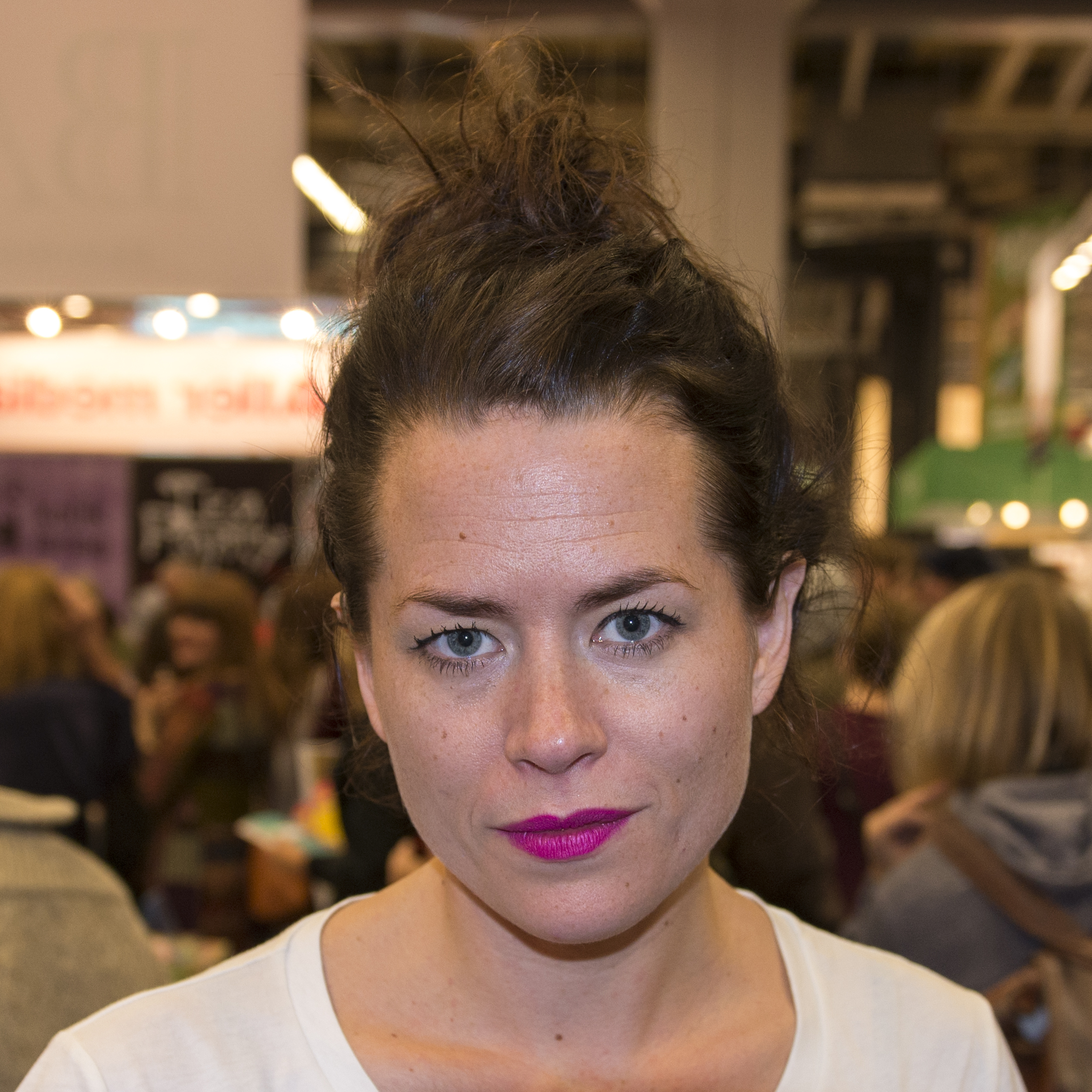
Liv Strömquist auf der Göteborger Buchmesse 2013

Liv Strömquist (* 3. Februar 1978 in Lund) ist eine schwedische Comiczeichnerin und Radiomoderatorin.

## Leben und Werk
Strömquist wuchs in Ravlunda in der Region Österlen in Südschweden auf und lebt heute in Malmö. Sie zeichnete bereits als Fünfjährige Comics, hörte aber damit auf, bis sie im Alter von 23 Jahren von ihrer Mitbewohnerin für Comic-Fanzines begeistert wurde. Sie gab daraufhin mit Rikedomen erstmals ein Fanzine mit eigenen Geschichten heraus.
Der Durchbruch als Comiczeichnerin gelang ihr mit ihrem ersten veröffentlichten Album, Hundra procent fett, das 2005 erschien. Sie zeichnet regelmäßig für das Comicmagazin Galago und veröffentlichte in unterschiedlichen schwedischen Zeitschriften und Zeitungen wie Dagens Nyheter, Dagens Arbete, Bang, Aftonbladet und Ordfront Magasin. Sie gestaltete das Cover zum 2013 erschienenen Album Shaking the Habitual der Band The Knife und zeichnete einen Comicstrip zu Einkommensungleichheit für deren Bandwebsite.
Ihr Album Prins Charles Känsla wurde ins Französische und als Der Ursprung der Liebe ins Deutsche übersetzt, das Album Kunskapens frukt über die gesellschaftliche Tabuisierung von Menstruation und der Vulva ins Dänische, Finnische und Deutsche (Der Ursprung der Welt).
Sie hat Politikwissenschaft studiert. Ihre Comics haben meist gesellschaftspolitische Inhalte aus linkspolitischer Sicht und sind satirische Auseinandersetzungen mit Fragen von Macht und Ungerechtigkeiten. Sie beschäftigt sich besonders mit Feminismus.
Sie hat seit 2005 beim Jugendradiosender Sveriges Radio P3 mitgewirkt und war Moderatorin bei den beiden satirischen Programmen Tankesmedjan und Pang Prego. Gemeinsam mit der Schriftstellerin Caroline Ringskog Ferrada-Noli gibt sie den Podcast En varg söker sin pod heraus, bis 2017 noch in Zusammenarbeit mit der Zeitung Expressen und seitdem unabhängig. Die SVT-Fernsehsendung Liv och Horace i Europa zeigte in zwei Staffeln 2016 und 2017 eine „klassische Bildungsreise“ von ihr und Horace Engdahl durch Europa, wobei Strömquist und Engdahl verschiedene Literaten diskutierten.

## Auszeichnungen

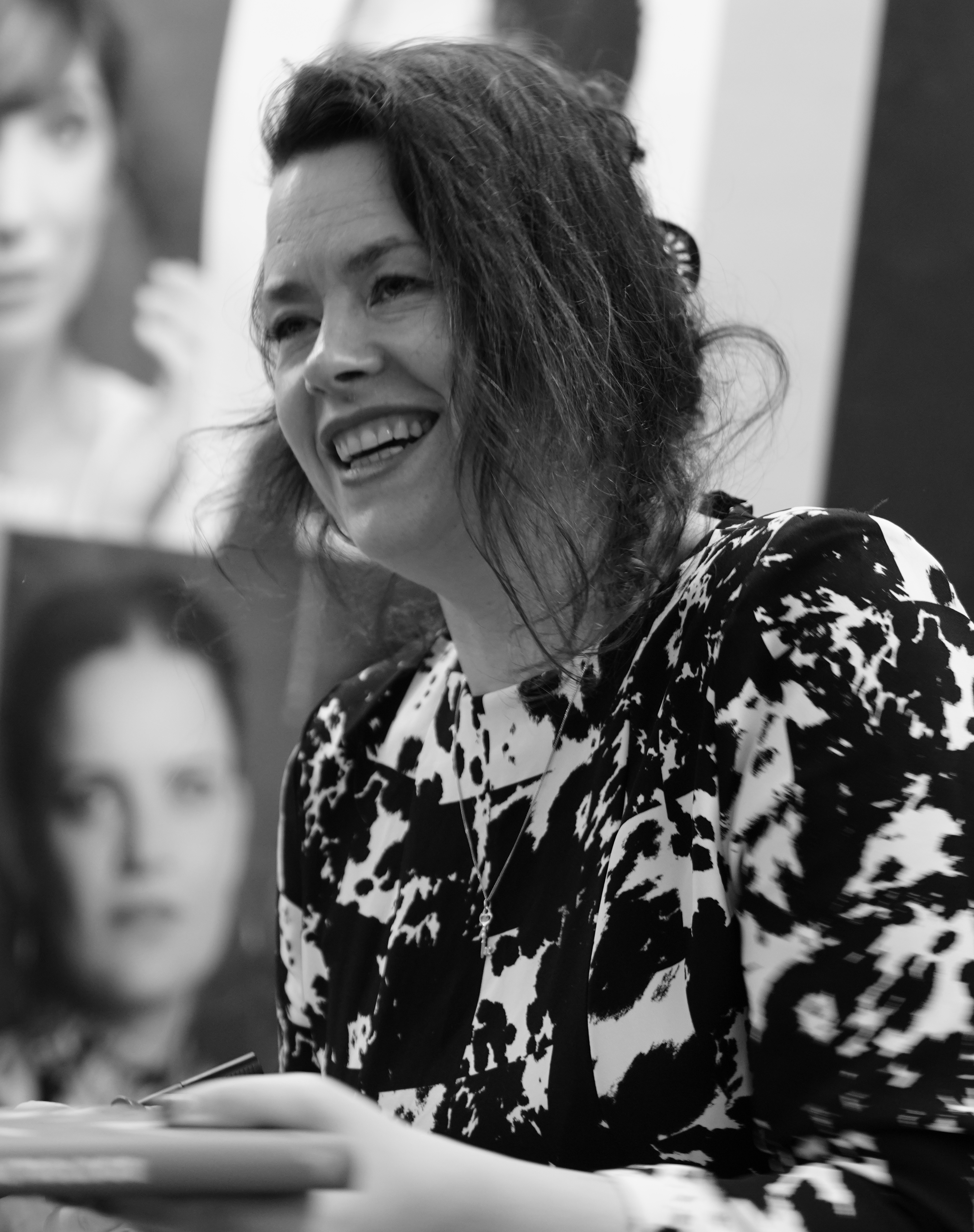
2023

- ABF Literatur-und-Kunststipendium 2011
- Axel-Liffner-Stipendium 2011
- Gustaf-Fröding-Stipendium 2011
- Satirepreis Ankan der Zeitung Expressen 2012
- EWK-priset 2013
- Region Skånes kulturpris 2013
- Dagens Nyheters kulturpris 2015
- Ehrendoktor der Hochschule Malmö 2016, verliehen von der Fakultät für Lehramtsausbildung und Gesellschaft[10]

## Werke
- Hundra procent fett. Ordfront/Galago 2005.
- Drift. Kolik förlag 2007 (gemeinsam mit Jan Bielecki).
- Einsteins fru. Ordfront/Galago 2008.
- Prins Charles Känsla. Ordfront/Galago 2010.
  - Der Ursprung der Liebe. avant-verlag 2018.[11]
- Ja till Liv!. Ordfront/Galago 2011.
- Månadens moderat Kalender 2013. Ordfront Förlag 2013.
- Kunskapens frukt. Ordfront/Galago 2014.
  - Der Ursprung der Welt. avant-verlag 2017.[12]
- Kära Liv och Caroline. Natur & Kultur 2015 (gemeinsam mit Caroline Ringskog Ferrada-Noli).
- Uppgång & Fall. Ordfront/Galago 2016.
- I’m every woman. avant-verlag 2019.[13]
- Ich fühl's nicht. avant-verlag 2020.[14]
- Im Spiegelsaal. avant-verlag 2021.[15]
- Liv Strömquists Astrologie, avant-verlag 2023[16]
- Das Orakel spricht, avant-verlag 2024[17]

## Ausstellungen

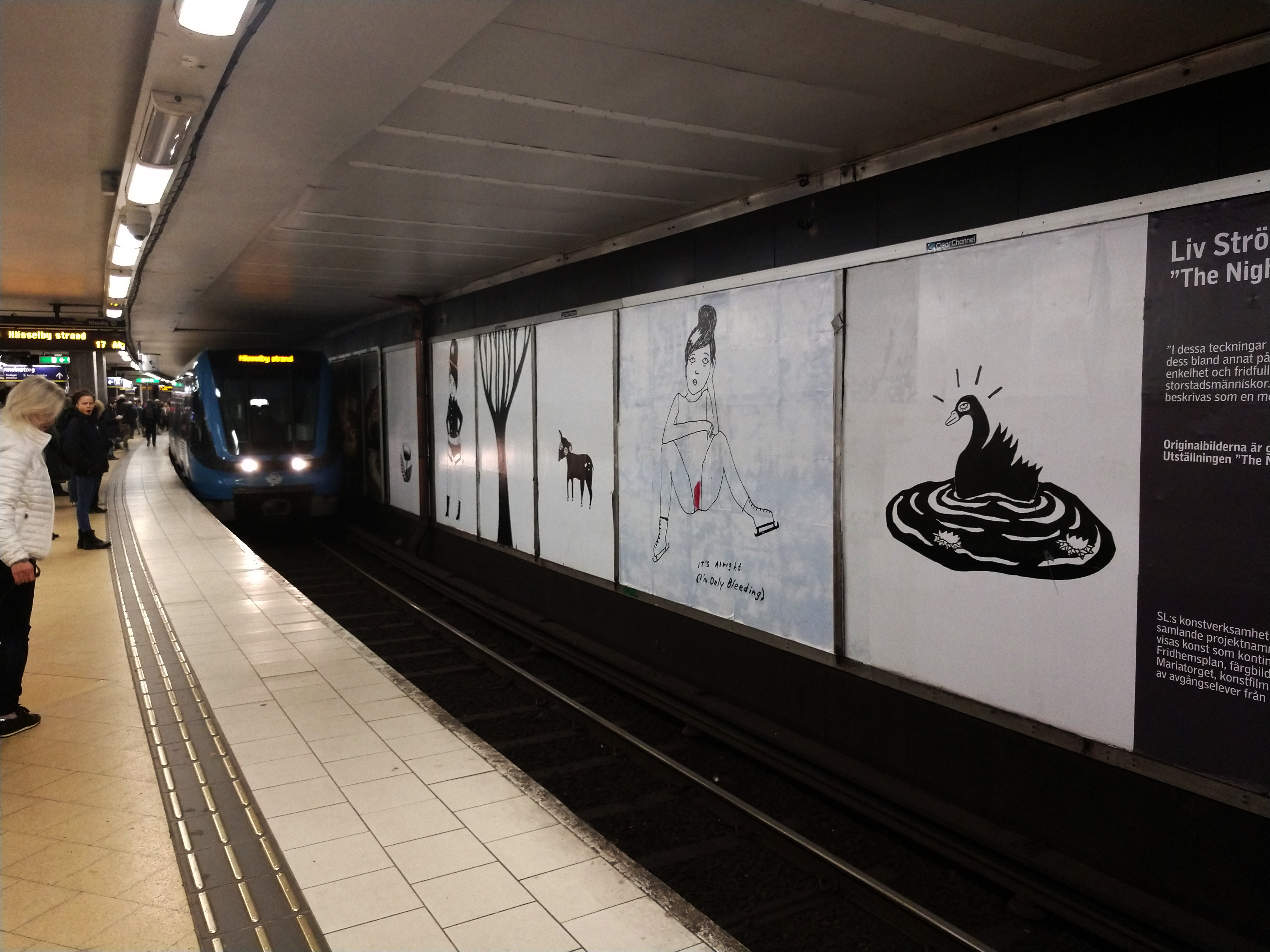
„The Night Garden“ in der U-Bahn-Station Slussen (2017)

Von 2017 bis 2019 waren insgesamt 26 Zeichnungen von Strömquist unter dem Titel „The Night Garden“ in der Stockholmer U-Bahn-Station Slussen zu sehen. Es wurden Beiträge aus den Comics der Künstlerin sowie exklusive Illustrationen ausgestellt. Neben Darstellungen von etwa Pflanzen und Tieren wurden auch drei Illustrationen menstruierender Frauen gezeigt, darunter eine Eiskunstläuferin aus Der Ursprung der Welt. Insbesondere diese deutlich sichtbare Darstellung menstruierender Frauen löste bei den Pendlern geteilte Reaktionen aus, vor allem über Social Media. Einige empfanden die Zeichnungen als witzig oder gelungen provokant, andere sahen in den Bildern einen schockierenden Tabubruch. Ein zentraler Kritikpunkt drehte sich um die Frage, ob eine öffentliche Haltestelle einen angemessenen Ausstellungsrahmen für solche Themen darstellt. Bei der Stockholmer Nahverkehrsgesellschaft Storstockholms Lokaltrafik gingen rund 30 formale Beschwerden zu der Installation ein. Fast alle Bedenken wurden bezüglich der menstruierenden Charaktere und hauptsächlich von Männern geäußert. Die rechtspopulistische Partei Sverigedemokraterna (schwedisch für Die Schwedendemokraten) setzte sich erfolglos für ein vorzeitiges Ende der mit öffentlichen Geldern finanzierten Ausstellung ein. Aufgrund ihrer Erfahrungen kamen die unterschiedlichen Reaktionen für Strömquist nicht überraschend und sie bewertete deshalb die angestoßene Debatte als insgesamt wichtig und dem Thema zuträglich.
Auch außerhalb ihres Heimatlandes Schweden wurden Bilder und Auszüge aus Strömquists Werken gezeigt. Von August bis Oktober 2016 waren Zeichnungen der Künstlerin im Institut Suédois in Paris während der Ausstellung „Le Divan de Liv“ zu sehen. Im Rahmen des Hamburger Nordwind Festival 2019 wurde Strömquist eine Ausstellung im Kulturzentrum Kampnagel gewidmet. Dort waren Nachdrucke aus den Comics Der Ursprung der Welt, Der Ursprung der Liebe und I’m every woman zu sehen. 2022 wurde im Rahmen des Comic Salons in Erlangen eine große Ausstellung zu Strömquists Werk im Kunstpalais gezeigt, Liv Strömquist: Fruits of Knowledge, die von Juni bis September 2023 vom Museum Strauhof in Zürich übernommen wurde.